# 吉岡 (成田市)
吉岡（きちおか）は、千葉県成田市の大字。郵便番号は282-0010（成田国際空港内）、287-0225（その他）。

## 地理
成田市の南東部に位置し、大栄地区に所属する。
周辺の津富浦、臼作、一坪田、水の上、多良貝、川上、天神峰、十余三、大室、芝と隣接する。
地区の一部が成田国際空港B滑走路に一部かかっている。
東西に東関東自動車道が通っており、当区域に大栄ジャンクションおよび大栄パーキングエリアがある。
成田市編入前は、香取郡大栄町、吉岡村に属していた。

## 世帯数と人口
2017年（平成29年）10月31日現在の世帯数と人口は以下の通りである。
| 大字 | 世帯数  | 人口    |
| ---- | ------- | ------- |
| 吉岡 | 718世帯 | 1,726人 |

## 小・中学校の学区
市立小・中学校に通う場合、学区は以下の通りとなる。
| 地域 | 小学校                 | 中学校                 |
| ---- | ---------------------- | ---------------------- |
| 全域 | 成田市立大栄みらい学園 | 成田市立大栄みらい学園 |

## 施設
- 昭栄郵便局
- 吉岡駐在所
- 大慈恩寺
- 吉岡浅間神社
- 大安場Ⅱ遺跡

## 交通

### 道路
- 国道51号（十余三、津富浦方面）
- 千葉県道79号横芝下総線（津富浦、水の上方面）

### バス
- 千葉交通バス（成田営業所）吉岡・佐原線 - 京成成田駅～大栄支所、佐原駅
  - （十余三共栄（十余三）） - 新田加藤 - 吉岡新田 - 来光台 - 大栄工業団地第三 - 大栄工業団地第二 - 大栄工業団地第一 - 来光台 - 吉岡大慈恩寺 - 吉岡局前 - （津富浦（津富浦））
    - 大栄工業団地第三、大栄工業団地第二、大栄工業団地第一を経由しないバスも存在する。